# Kangermiutsiaat
Kangermiutsiaat [kaˌŋɜmːiut͡siˈaːt] (nach alter Rechtschreibung Kangermiutsiait) ist eine wüst gefallene grönländische Siedlung im Distrikt Qaqortoq in der Kommune Kujalleq.

## Lage
Kangermiutsiaat liegt an der Südküste der Insel Akia zwischen Qaqortoq und Saarloq. Die nächstgelegenen Orte sind Eqalugaarsuit 10 km östlich, Saarloq 10 km südlich und Qaqortoq 11 km nördlich. Vor Kangermiutsiaat verläuft die Meerenge Ikerasaarsunnut.

## Geschichte
Kangermiutsiaat wurde vor 1850 besiedelt.
Ab 1911 gehörte der Ort zur Gemeinde Julianehaab, obwohl er eigentlich innerhalb der Gemeinde Saarloq lag.
Im Jahr 1919 lebten 63 Personen an dem Wohnplatz, die in neun Häusern wohnten. Es gab eine 20 m² große Schulkapelle in Kangermiutsiaat, in der eine Orgel stand und in der ein ausgebildeter Katechet und eine Hebamme arbeiteten. Unter den Bewohnern waren zudem zwölf Jäger, die von der Jagd auf Robben, Füchse und Eisbären lebten.
In den 1920er Jahren wurde der Ort aufgegeben.